# Syncomistes kimberleyensis
The kimberley grunter (Syncomistes kimberleyensis) là một loài cá thuộc họ Terapontidae. Nó là loài đặc hữu của Úc.